# Capoir
Capoir est un roi légendaire du royaume de l'île de Bretagne (actuelle Grande-Bretagne), qui est mentionné par Geoffroy de Monmouth dans son Historia regum Britanniae (vers 1135).

## Contexte
Capoir est un roi fictif de l'île de Bretagne mentionné par  Geoffroy de Monmouth comme le 24e des 25 souverains qui règnent entre la mort de Katellus [Cadell ap Geraint] et Heli [Beli Mawr]. Il succède à  Pir [Pyr] et il a comme successeur son fils Cligueillus. Rien d'autre n'est indiqué sur son règne Le  Brut y Brenhinedd substitue le nom Manogan ou Mynogan à celui de Cligueillus mais dans la version contenu dans le livre de Basingwerk il est nommé Capoir ou Pabo et dans les pseudo généalogies Pabo remplace Capoir.

## Source
- Geoffroy de Monmouth Histoire des rois de Bretagne, traduit et commenté par Laurence Mathey-Maille, Édition Les belles lettres, coll. « La roue à livres », Paris, 2004,  (ISBN 2-251-33917-5)
- (en) Peter Bartrum, A Welsh classical dictionary: people in history and legend up to about A.D. 1000, Aberystwyth, National Library of Wales, 1993, p. 112-113 CAPOIR. (Fictitious). (Second century B.C.).